# Theodor Herr

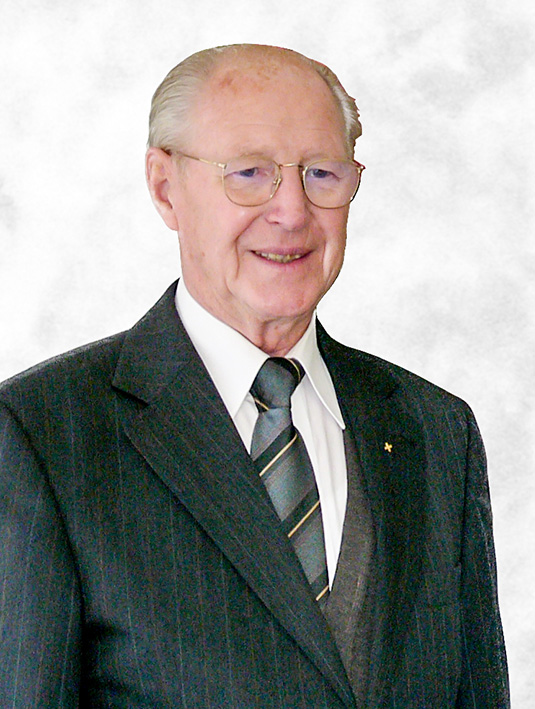
Theodor Herr (2004)

Theodor Herr (* 31. Oktober 1929 in Menden; † 14. Juni 2007 in Allersberg) war ein deutscher römisch-katholischer Theologe und Sozialethiker.

## Leben und Wirken
Herr stammte aus dem Sauerland. Er studierte von 1949 bis 1954 Philosophie und Theologie in Paderborn, München und Innsbruck. 1954 wurde er im Paderborner Dom durch Erzbischof Lorenz Jaeger zum Priester geweiht. Anschließend wurde er als Neupriester unmittelbar mit der Leitung einer Pfarrvikarie für heimatvertriebene Katholiken in Bielefeld betraut, wo er als Pfarrvikar 1955–56 den Bau der Kirche in Altenhagen betreute. Im Sommer 1957 wurde er als Vikar nach Schildesche versetzt. Bis in die 1970er Jahre war Herr weiterhin in der Seelsorge aktiv, während er gleichzeitig seine Studien fortsetzte. So war er in der Zeit vom Frühjahr 1964 bis Sommer 1975 als Pfarrvikar in der Gemeinde Christkönig in Wambeln tätig.
Ab 1961 studierte er in Münster Sozialwissenschaften. 1970 wurde er bei Wilhelm Weber an der Katholisch-Theologischen Fakultät mit der Dissertation Zur Frage nach dem Naturrecht im deutschen Protestantismus der Gegenwart zum Dr. theol. promoviert. 1973 erhielt er einen Lehrauftrag für Christliche Soziallehre an die Theologische Fakultät Paderborn. 1974 habilitierte er sich am Fachbereich 2 (Katholische Theologie) der Westfälischen Wilhelms-Universität in Münster zum Thema Naturrecht aus der kritischen Sicht des Neuen Testamentes. Von 1975 bis 1995 war er außerordentlicher Professor für Christliche Gesellschaftslehre an der Theologischen Fakultät Paderborn. Zu seinen Schwerpunktthemen gehörten u. a. Fragen des Naturrechts, der Katholischen Soziallehre und des kirchlichen Arbeitsrechts. Herrs 1987 erschienene Einführung in die Katholische Soziallehre gilt als Standardwerk und wurde sehr schnell in mehrere Sprachen übersetzt. Studienreisen führten ihn in den Orient, auf die Philippinen und nach Lateinamerika. 1995 war er als Gastprofessor in Peru und 1996 in Nicaragua. Seit den 1980er Jahren befasste er sich mit der Befreiungstheologie und ihrem kontroversen Verhältnis zur Katholischen Soziallehre, welche er gegen Vorwürfe von Befreiungstheologen in Schutz nahm. Im Ergebnis dieser Auseinandersetzung legte er Ende der 1980er Jahre seine „Theologie der Versöhnung“ (Teología de la reconciliación) vor, die er ausdrücklich als zeitgemäßeren Gegenentwurf zur Befreiungstheologie verstanden wissen wollte. Die Übersetzung seines Buchs Versöhnung statt Konflikt (1991) in das Spanische (Reconciliación en lugar de conflicto, Lima 1994) wurde vom peruanischen Sodalitium koordiniert, das damals als Speerspitze im Kampf gegen die Befreiungstheologie agierte.
Herr war Mitglied der Gemeinsamen Kommission „Hochschule“ beim Katholischen Büro NRW, Beauftragter für Hochschulfragen innerhalb der Hauptabteilung Schule und Erziehung im Erzbischöflichen Generalvikariat, Kuratoriumsmitglied des Sozialinstituts des Erzbistums Paderborn in Dortmund und des dortigen Arbeitskreises Christliche Sozialwissenschaft sowie Wissenschaftliches Beiratsmitglied des Ruhrinstituts für gesellschaftspolitische Forschung und Bildung und Berater der Kommission I „Politik, Verfassung, Recht“ im Zentralkomitee der deutschen Katholiken. 1982 wurde er Diözesanrichter am Erzbischöflichen Offizialat Paderborn. Von 1984 bis 1988 war er Beauftragter der Deutschen Bischofskonferenz in der Sprechergruppe der Arbeitsgemeinschaft katholischer Studenten- und Hochschulgemeinden.
Herr war mit dem Arzt und Verleger Heinrich Wilhelm Naumann (1932–2001) befreundet, dem Sohn und seit 1973 Nachfolger von Johann Wilhelm Naumann als Herausgeber der überregionalen katholischen Zeitung Deutsche Tagespost. 1988 wurde Herr Mitherausgeber der in Würzburg ansässigen Zeitung. Außerdem war er bis 1992 Geschäftsführer des Johann Wilhelm Naumann Verlags, in dem die Tagespost erscheint. 1998 gründete Herr zusammen mit Gesine de Castro, einer langjährigen Mitarbeiterin der Katholischen Spanischen Mission Paderborn, den Freundeskreis der Jakobuspilger (Hermandad Santiago Paderborn), dessen Vorsitzender er wurde.
Theodor Herr starb am 14. Juni 2007 infolge eines Verkehrsunfalls.

## Schriften (Auswahl)
- Zur Frage nach dem Naturrecht im deutschen Protestantismus der Gegenwart (= Abhandlungen zur Sozialethik. Bd. 4). Schöningh, München u. a. 1972, ISBN 3-506-70204-1.
- Naturrecht aus der kritischen Sicht des Neuen Testamentes (= Abhandlungen zur Sozialethik. Bd. 11). Schöningh, München u. a. 1976, ISBN 3-506-70211-4.
- Arbeitgeber Kirche, Dienst in der Kirche. Biblische und theologische Grundlagen. Bonifatius, Paderborn 1985, ISBN 3-87088-427-4.
- Katholische Soziallehre. Eine Einführung. Bonifatius, Paderborn 1987, ISBN 3-87088-515-7 (Übersetzung ins Italienische 1988, Spanische 1990, Englische 1991, Polnische 1999).
- Kirche auf Cuba. Christentum und Marxismus am Wendepunkt?. EOS, St. Ottilien 1989, ISBN 3-88096-749-0.
- Versöhnung statt Konflikt. Sozialethische Anmerkungen zu einer Theologie der Versöhnung. Creator, Paderborn 1991, ISBN 3-89247-048-0 (Übersetzung ins Spanische 1994).
- Die zehn Gebote. Orientierung für unsere Zeit. Naumann, Würzburg 1992, ISBN 3-88567-065-8.
- Patient Kirche – was ist mit der Kirche los?. Eine sozialwissenschaftliche Untersuchung. Bonifatius, Paderborn 2001, ISBN 3-89710-162-9.